# Maroniti
Maroniti (sirsko ܡܪܘܢܝܶܐ (marunôje), arabsko مارونية mâruniyya) so krščanska verska ločina z Bližnjega vzhoda. Pripadajo katoliški cerkvi vzhodnega obreda in priznavajo oblast papeža. Za ustanovitelja ločine veljata sirski menih Sveti Maron in Sveti Ivan Maron, poleg tega trdijo, da jim pripada apostolsko nasledstvo prek antiohijske škofije. So ena izmed pomembnih verskih skupin v Libanonu in jim po ustavi pripada položaj libanonskega predsednika.

## Zgodovina
Maroniti najverjetneje izhajajo iz sirske pravoslavne cerkve, ki jih je leta 681 izobčila zaradi monoteletistične herezije (prepričanja, da Jezus Kristus poseduje le eno, Božjo, voljo).
Po muslimanski osvojitvi Sirije so se maroniti z vojaško pomočjo Konstantina IV. upirali silam omajadske dinastije, dokler ni kalif leta 677 z njimi sklenil premirja. Ker so tako postali odrezani od Bizantinskega cesarstva, so že naslednjega leta imenovali svojega patriarha Ivana Marona, pred tem batrunskega patriarha. Cesar Justinijan II. jih je obtožil herezije. Leta 694 je maronitska vojska na Libanonskem gorovju porazila Justinijanovo vojsko in nadaljevala z vpadi na muslimane. Kalif al-Valid jih je zato leta 707 pregnal v gore in porušil njihovo prestolnico Džardžuma, leta 759 pa so jih Abasidi (ki so medtem nadomestili Omajade) premagali pri Baalbeku. V tem obdobju je obstajalo več maronitskih naselbin, najpomembnejši sta bili Marada in Mardaites.
V 12. stoletju so se pridružili križarjem. Od leta 1182, ko so se povezali z rimskokatoliško cerkvijo, traja njihova pravovernost in enotnost z Rimom vse do danes, 2. julij]]a 1584 je bil v Rimu ustanovljen tudi maronitski kolegij, znana pa so tudi nekatera znamenja približevanja že pred tem letom. Npr. leta 1100 je patriarh Jusef Al Džirdžisi prejel papeško krono, leta 1131 je patriarh Gregorius Al Halati prejel pisma papeža Inocenca II. Zaradi vsega tega so se protikrščanski mameluki ob ponovni uvedbi islamske vladavine znesli nad njimi in tudi nad druzi in šiiti. Od leta 1445 tudi uradno veljajo za z Rimom združeno vzhodno Cerkev.
Osmansko cesarstvo se sprva ni vtikal v maronitske utrjene naselbine v gorah, zato pa jih je leta 1585 osvojil druški vojskovodja Fahredin Al Maan II. in jih vključil v Veliki Libanon. To je trajalo vse do leta 1635, ko so Turki premagali Fakhra al-Dina in ga 13. aprila v Konstantinoplu usmrtili.
V tem času so maronitski menihi iz samostana sv. Kužaja uvozili prvi tiskarski stroj v arabsko govorečo deželo, v naslednjem poldrugem stoletju pa še dva. To je bilo izrednega pomena za arabsko renesanso, ki je tako 3. stoletja po Gutenbergu dočakala prva tiskana dela v tem jeziku.
Leta 1638 se je Francija razglasila za zaščitnico vseh katoliških manjšin v Otomanskem cesarstvu, vključno z maroniti. V prizadevanju za razširitev svojega vplivnega območja so večkrat prišli navzkriž z druzi in se leta 1860 spopadli z njimi, dokler nista francosko posredovanje in turška diplomacija zaustavili spopadov. Leta 1866 je Jusef Karam vodil maronitsko vstajo proti turškemu guvernerju Davudu Paši. Vstaja je bila neuspešna, Karam pa je po evropskem posredovanju dobil zatočišče v Alžiriji.
Leta 1920, v obdobju francoskega mandata, so si maroniti zagotovili samoupravo. Svoj položaj so utrdili še leta 1943 v dogovoru s sektami tedaj že neodvisnega Libanona, ki jim je zagotovil mesto državnega predsednika in 23 sedežev od 128 v parlamentu. Med libanonsko državljansko vojno so bili ena od treh glavnih strani.

## Organizacija
Poglavar maronitske Cerkve je maronitski patriarh Antiohije, ki ga izvolijo škofi. Danes je njegov sedež v Džuniehu severno od Bejruta. Novi patriarh po izvolitvi in ustoličenju zaprosi papeža za obhajilo in tako vzdržuje povezavo s katoliško Cerkvijo. Maronitski patriarh je običajno tudi rimskokatoliški kardinal. Kljub katoliški doktrini so obdržali svojo liturgijo in hierarhijo in pripadajo antiohijski tradiciji ter zahodnemu sirsko-antiohijskemu obredju. Namesto latinščine je liturgični jezik sirščina. Diakoni in duhovniki niso zavezani k celibatu, le-ta je obvezen za menihe in škofe, ki jih izbirajo samostani.

## Članstvo
Natančno število maronitov ni znano, ocene pa se gibljejo med 1,5 milijona vse do 7,5 milijona. Med 640.000 in 850.000 naj bi jih živelo v Libanonu, kjer predstavljajo 23 % prebivalstva. V Siriji jih živi okoli 40.000 in so organizirani v nadškofiji v Alepu in Damasku ter v škofiji v Latakiji. Maronitska skupnost živi tudi na Cipru, najverjetneje so potomci tistih, ki so se pridružili križarjem.
V 19. in 20. stoletju se je precej maronitov izselilo v Evropo, Avstralijo, Severno in Južno Ameriko, kjer so ustanovili svoje župnije.
Dve eparhiji v ZDA sta si zadali projekt, ki naj bi ugotovil, koliko maronitov živi v tej državi in koliko se jih je že asimiliralo v ameriško kulturo in rimskokatoliško Cerkev.